# منتخب كورسيكا لكرة القدم
منتخب كورسيكا لكرة القدم هو منتخب غير عضو في الفيفا أو اليويفا يمثل جزيرة كورسيكا في فرنسا، خاض هذا المنتخب عدة مباريات ودية ومن أبرز لاعبي ألذين لعبوا معه هو الدولي الفرنسي ريمي كابيا.